# Chválenice
Chválenice (en allemand : Chwalenitz) est une commune du district de Plzeň-Ville, dans la région de Plzeň, en République tchèque. Sa population s'élevait à 779 habitants en 2022.

## Géographie
Chválenice se trouve à 13 km au sud-est du centre de Plzeň et à 85 km au sud-ouest de Prague.
La commune est limitée par Nezbavětice au nord, par Nezvěstice à l'est, par Vlčtejn et Chlum au sud, et par Střížovice, Nebílovy et Štěnovický Borek à l'ouest.

## Histoire
La première mention écrite de la localité date de 1275.

## Administration
La commune se compose de trois sections :
- Chouzovy
- Chválenice
- Želčany

## Galerie

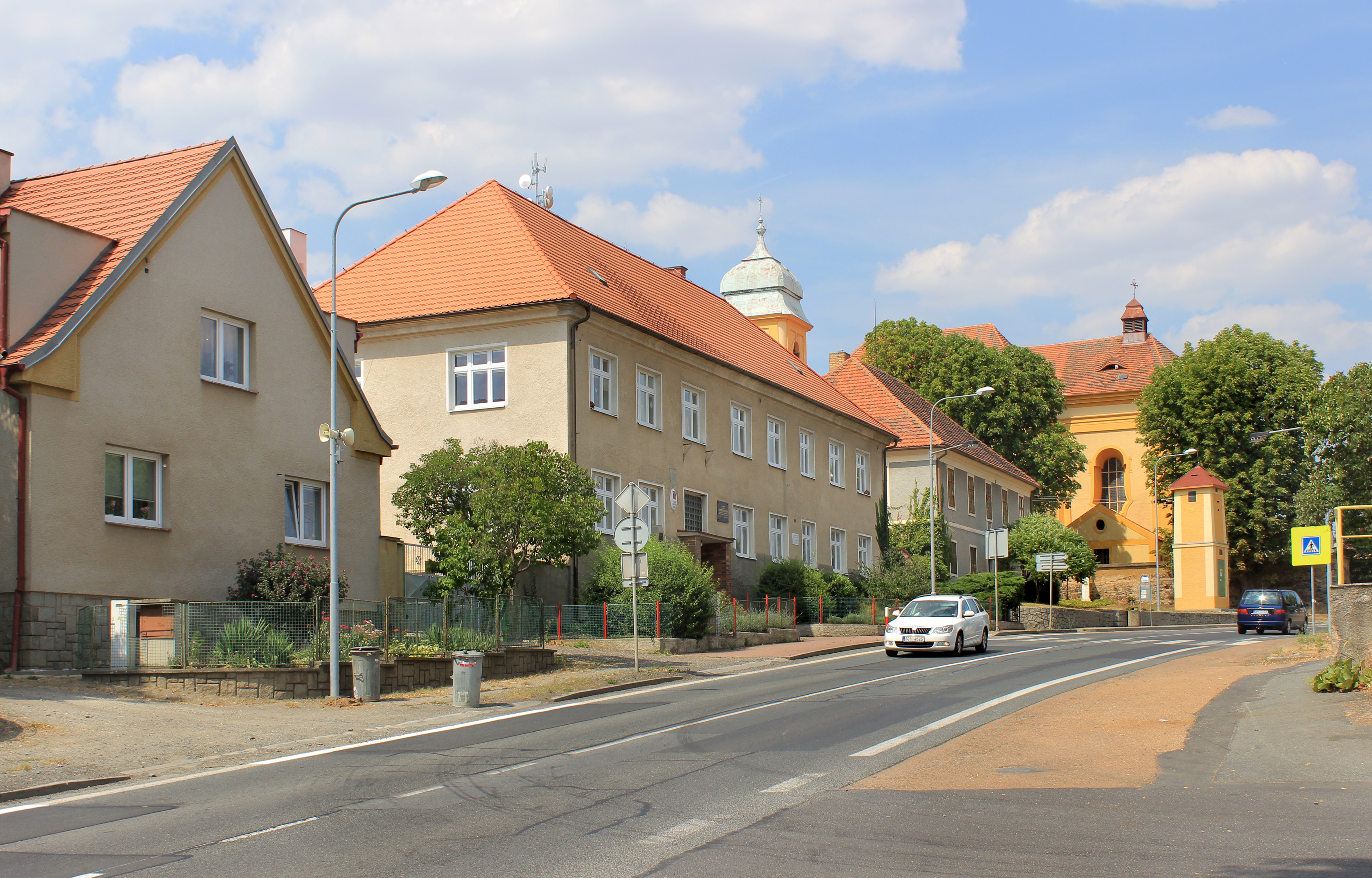
Centre de Chválenice.
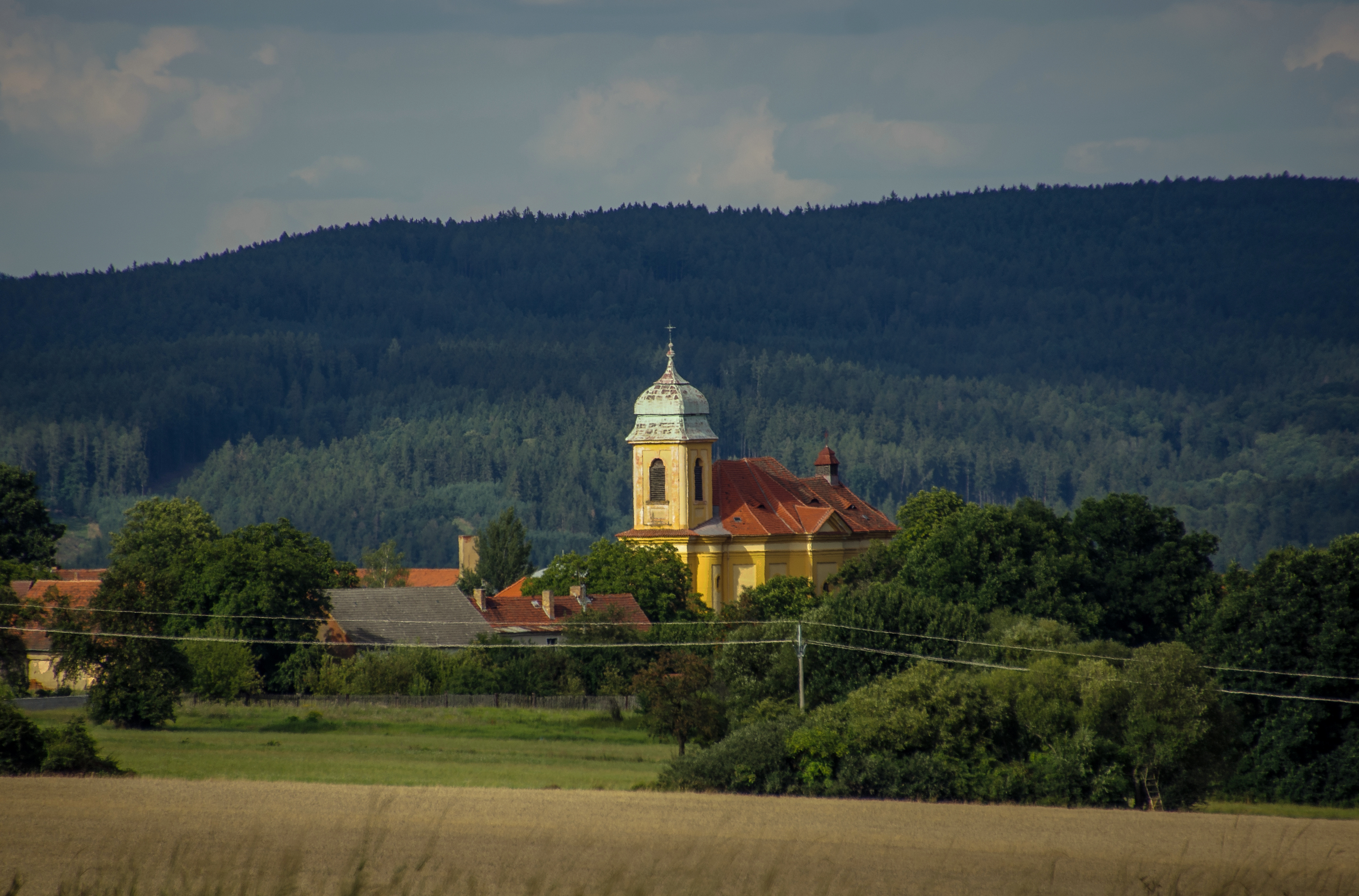
Église Saint-Martin.

## Transports
Par la route, Chválenice se trouve à 7 km de Starý Plzenec, à 15 km de Plzeň et à 89 km de Prague.